# ديبورا غلاس
ديبورا غلاس (بالإنجليزية: Deborah Glass)‏ هي محامية أسترالية، ولدت في 1959 في Bega, New South Wales ‏ في أستراليا.